# KYOHEI (歌手)
KYOHEI（キョウヘイ、1981年11月29日 - ）は、日本の男性シンガーソングライター、ギタリスト、作詞家、作曲家、編曲家、音楽プロデューサー、音楽ディレクター、音楽監督、俳優。本名非公表。Honey L Daysのメンバー。Roudz、DIAMOND☆DOGSの元メンバー。神奈川県川崎市出身。血液型はB型。

## 略歴
早稲田大学創造理工学部建築学科に在学中よりインディーズでロックバンド・Roudzのメンバーとして活動。ギターとボーカルを担当していた。同校卒業後の2003年にDIAMOND☆DOGSに加入し舞台俳優として芸能界入りを果たした。同年に同グループのメンバーであるMITSUAKIと出会いロックデュオ・Honey L Daysを結成する。ボーカルとギターに加え、プログラミング、作詞、作曲、編曲、サウンドプロデュース、ディレクションを担当している。2008年9月3日にavex traxより1stシングル「Go⇒Way/Center of the World」でメジャーデビューを果たした。また、並行して舞台での音楽監督を担当したり俳優としても継続して出演している。
普段はスマートフォンなどに録音したメロディのアイデアを持ち帰って、自宅でDAWを駆使してデモを制作する場合が多い。楽曲制作の際はギターを用いることが多いが、一辺倒になることはなくピアノやDTMによるリズムの打ち込みを用いることもあるという。モニタースピーカーはFostex製の「NF-01A」を、ヘッドホンはソニー製の「MDR-CD900ST」とベイヤーダイナミック製の「DT770」を、DAWはAbleton Liveを日本で初版が発売された2001年から愛用しており、同年よりDTM制作を始めたと語っている。DTMではソフトシンセの音源は一切使用せず一から打ち込んでおり、自宅のプライベートスタジオでは2台のPCをネットワークで接続し音源の再生とDAWの動作で使用用途を使い分けている。完成されたデモはドラム、ベース、ピアノやギターといった生楽器によるバンドサウンドが多いという。
Honey L Daysにおいて最初からハモを意識して制作された楽曲は数少ないといい、それを考慮して制作した楽曲の一例としては「君のフレーズ」を挙げている。

## 作品

### 音楽監督作品
| 公開日         | 作品タイトル             | 配給         | 主演俳優女優名 | 担当 |
| -------------- | ------------------------ | ------------ | -------------- | ---- |
| 2008年10月4日  | 僕らの方程式             | バイオタイド | 中村優一       | 音楽 |
| 2014年4月5日   | 俺たちの明日             | ティ・ジョイ | 眞木大輔       | 音楽 |
| 2018年10月12日 | 覚悟はいいかそこの女子。 | 東映         | 中川大志       | 音楽 |
| 2021年6月4日   | 胸が鳴るのは君のせい     | 東映         | 浮所飛貴       | 音楽 |

| 上演日                    | 作品タイトル                                       | 上演会場                             | 主演俳優女優名     | 担当 (※はJack's Low名義) |
| ------------------------- | -------------------------------------------------- | ------------------------------------ | ------------------ | ------------------------ |
| 2008年10月23日 - 11月2日  | 斜塔〜シャトウ〜                                   | 新国立劇場・小劇場 The Pit           | 新木宏典           | 音楽                     |
| 2009年9月1日 - 9月13日    | Love Musical                                       | 赤坂RED/THEATER                      | 末吉秀太           | 音楽                     |
| 2010年1月23日 - 1月31日   | KING OF THE BLUE                                   | ル テアトル銀座 by PARCO             | 泉見洋平、鈴木亜美 | 音楽・作詞               |
| 2011年4月7日 - 4月17日    | 陰陽師〜Light and Shadow〜                         | 新国立劇場・中劇場 Playhouse         | 泉見洋平           | 音楽                     |
| 2012年2月29日 - 3月11日   | レシピエント                                       | 紀伊國屋ホール                       | 加藤和樹           | 音楽                     |
| 2013年8月1日 - 9月1日     | タンブリング vol.4                                 | TBS赤坂ACTシアター                   | 中尾明慶           | 音楽                     |
| 2013年8月1日 - 9月1日     | タンブリング vol.4                                 | シアターBRAVA!                       | 中尾明慶           | 音楽                     |
| 2014年6月7日 - 7月21日    | タンブリング FINAL                                 | KAAT神奈川芸術劇場                   | 松下優也           | 音楽                     |
| 2014年6月7日 - 7月21日    | タンブリング FINAL                                 | シアターBRAVA!                       | 松下優也           | 音楽                     |
| 2014年6月7日 - 7月21日    | タンブリング FINAL                                 | TBS赤坂ACTシアター                   | 松下優也           | 音楽                     |
| 2014年11月7日 - 11月16日  | SONG OF SOULS-慶長幻魔戦記-                        | KAAT神奈川芸術劇場                   | 泉見洋平           | 音楽                     |
| 2014年11月7日 - 11月16日  | SONG OF SOULS-慶長幻魔戦記-                        | 梅田芸術劇場・シアター・ドラマシティ | 泉見洋平           | 音楽                     |
| 2018年11月18日 - 11月25日 | 鉄コン筋クリート                                   | 天王洲 銀河劇場                      | 若月佑美           | 音楽※                    |
| 2019年6月21日 - 7月7日    | 魍魎の匣                                           | 天王洲 銀河劇場                      | 橘ケンチ           | 音楽※                    |
| 2019年6月21日 - 7月7日    | 魍魎の匣                                           | AiiA 2.5 Theater Kobe                | 橘ケンチ           | 音楽※                    |
| 2021年4月11日 - 6月27日   | 舞台『刀剣乱舞』无伝 夕紅の士 -大坂夏の陣-         | IHIステージアラウンド東京            | 鈴木拡樹           | 共同音楽                 |
| 2021年6月27日 - 6月30日   | Color of Theater「ROSSO」                          | TBS赤坂ACTシアター                   | 七海ひろき         | 音楽                     |
| 2023年2月4日 - 2月19日    | 舞台『刀剣乱舞』禺伝 矛盾源氏物語                  | TOKYO DOME CITY HALL                 | 七海ひろき         | 共同音楽                 |
| 2023年2月4日 - 2月19日    | 舞台『刀剣乱舞』禺伝 矛盾源氏物語                  | オリックス劇場                       | 七海ひろき         | 共同音楽                 |
| 2023年3月2日 - 3月21日    | 特殊ミステリー歌劇『心霊探偵八雲』-思考のバイアス- | Mixalive TOKYO Theater Mixa          | 後藤大、笹森裕貴   | 音楽                     |
| 2023年8月4日 - 8月6日     | 舞台『刀剣乱舞』七周年感謝祭 -夢語刀宴會-          | 幕張メッセ・イベントホール           | 鈴木拡樹           | 共同音楽                 |
| 2023年10月7日 - 11月12日  | 舞台『刀剣乱舞』山姥切国広 単独行 -日本刀史-       | 天王洲 銀河劇場                      | 荒牧慶彦           | 共同音楽                 |
| 2023年10月7日 - 11月12日  | 舞台『刀剣乱舞』山姥切国広 単独行 -日本刀史-       | 京都劇場                             | 荒牧慶彦           | 共同音楽                 |
| 2023年10月7日 - 11月12日  | 舞台『刀剣乱舞』山姥切国広 単独行 -日本刀史-       | キャナルシティ劇場                   | 荒牧慶彦           | 共同音楽                 |
| 2024年2月21日 - 3月3日    | 特殊ミステリー歌劇『心霊探偵八雲』-呪いの解法-     | 品川プリンスホテル・クラブeX         | 後藤大、笹森裕貴   | 音楽                     |

### 提供楽曲
| アーティスト名           | 楽曲         | 担当             |
| ------------------------ | ------------ | ---------------- |
| 脇菜々香                 | ホントの自分 | 作詞・作曲・編曲 |
| メンタメ・オールスターズ | 笑顔のために | 作曲             |

| 作品名                                                                  | 楽曲                         | 担当       |
| ----------------------------------------------------------------------- | ---------------------------- | ---------- |
| 舞台『刀剣乱舞』无伝 夕紅の士 -大坂夏の陣- オリジナル・サウンドトラック | 二悶着 -futamonchaku-        | 作曲・編曲 |
| 舞台『刀剣乱舞』无伝 夕紅の士 -大坂夏の陣- オリジナル・サウンドトラック | 四勇士 -yonyuushi-           | 作曲・編曲 |
| 舞台『刀剣乱舞』无伝 夕紅の士 -大坂夏の陣- オリジナル・サウンドトラック | 分岐点 -bunkiten-            | 作曲・編曲 |
| 舞台『刀剣乱舞』无伝 夕紅の士 -大坂夏の陣- オリジナル・サウンドトラック | 湖月心尼 -kogetsushinni-     | 作曲・編曲 |
| 舞台『刀剣乱舞』无伝 夕紅の士 -大坂夏の陣- オリジナル・サウンドトラック | 幽囚塵 -yuushuujin-          | 作曲・編曲 |
| 舞台『刀剣乱舞』无伝 夕紅の士 -大坂夏の陣- オリジナル・サウンドトラック | 出合頭 -deaigashira-         | 作曲・編曲 |
| 舞台『刀剣乱舞』无伝 夕紅の士 -大坂夏の陣- オリジナル・サウンドトラック | 朱槍語 -shuyarikatari-       | 作曲・編曲 |
| 舞台『刀剣乱舞』无伝 夕紅の士 -大坂夏の陣- オリジナル・サウンドトラック | 野墓標 -nobohyou-            | 作曲・編曲 |
| 舞台『刀剣乱舞』无伝 夕紅の士 -大坂夏の陣- オリジナル・サウンドトラック | 帰属性 -kizokusei-           | 作曲・編曲 |
| 舞台『刀剣乱舞』无伝 夕紅の士 -大坂夏の陣- オリジナル・サウンドトラック | 无物語 -nakimonogatari-      | 作曲・編曲 |
| 舞台『刀剣乱舞』无伝 夕紅の士 -大坂夏の陣- オリジナル・サウンドトラック | 真夏雪 -manatsuyuki-         | 作曲・編曲 |
| 舞台『刀剣乱舞』无伝 夕紅の士 -大坂夏の陣- オリジナル・サウンドトラック | 真田十勇士 -sanadajuuyuushi- | 作曲・編曲 |
| 舞台『刀剣乱舞』无伝 夕紅の士 -大坂夏の陣- オリジナル・サウンドトラック | 心断者 -kokorotatsumono-     | 作曲・編曲 |
| 舞台『刀剣乱舞』綺伝 いくさ世の徒花 オリジナル・サウンドトラック        | 花花爛漫                     | 作曲・編曲 |
| 舞台『刀剣乱舞』綺伝 いくさ世の徒花 オリジナル・サウンドトラック        | 慶長熊本                     | 作曲・編曲 |

## 出演
| 公開日        | タイトル       | 配給会社                   | 役名     |
| ------------- | -------------- | -------------------------- | -------- |
| 2003年        | キル・鬼ごっこ | ベンテンエンタテインメント | シュンタ |
| 2008年10月4日 | 僕らの方程式   | バイオタイド               | 車田哲弥 |

| 上演日                   | タイトル                                 | 上演会場                   | 役名   |
| ------------------------ | ---------------------------------------- | -------------------------- | ------ |
| 2013年6月13日 - 6月14日  | 朗読劇 私の頭の中の消しゴム 5th Letter   | 天王洲 銀河劇場            | 浩介   |
| 2016年9月30日 - 11月16日 | バイオハザード〜ヴォイス・オブ・ガイア〜 | TBS赤坂ACTシアター         | マルコ |
| 2016年9月30日 - 11月16日 | バイオハザード〜ヴォイス・オブ・ガイア〜 | 梅田芸術劇場・メインホール | マルコ |